# Witbuikegel
De witbuikegel of viertenige egel (Atelerix albiventris) is een Afrikaanse egelsoort. De soort komt zeer algemeen voor over een groot gedeelte van Afrika ten zuiden van de Sahara.
De witbuikegel is een ovaalvormig dier. Hij dankt zijn naam aan de zachte witte vacht op de buik en het gezicht. Op de rug, het voorhoofd en de flanken zitten stekels. Deze stekels zijn grijzig bruin met roomwitte punten. Ook heeft hij korte, dunne poten (langer dan die van de West-Europese egel) met kleine voetjes en klauwen. Aan iedere voet zitten vier tenen, in tegenstelling tot de andere egelsoorten, die gebruikelijk vijf tenen hebben. De snuit is spitser dan die van de West-Europese egel en de oren zijn klein en rond. Ook is de witbuikegel een stuk kleiner dan de West-Europese soort. Hij weegt tussen de 300 en 600 gram.
De witbuikegel leeft in een groot gedeelte van Afrika ten zuiden van de Sahara van Senegal tot Ethiopië zuidwaarts tot de Zambezi. Hij leeft voornamelijk in de meer open, drogere gebieden als steppen, savannes en halfwoestijnen, en ontbreekt in de vochtigere en dichtbeboste streken, zoals in Centraal-Afrika. Het is hier een zeer algemene soort. In de Hoorn van Afrika overlapt het verspreidingsgebied met dat van de Somalische egel (Atelerix sclateri). Hier kunnen kruisingen voorkomen.
Het is een solitair nachtdier. Overdag rust hij in verscheidene schuilplaatsen, waaronder holen onder boomstronken, rotsen, boomwortels en tussen afgevallen bladeren. 's Nachts gaat hij op jacht naar insecten als kevers, termieten, mieren en verscheidene larven en andere ongewervelden, als spinnen, miljoenpoten, slakken en regenwormen. Ook jonge muizen, eieren, hagedissen en kikkers worden gegeten, evenals vruchten en paddenstoelen. Het gehoor en de reukzin zijn goed ontwikkeld, waardoor hij ook verborgen prooidieren kan opsporen. Bij het zoeken naar voedsel kan hij grote afstanden afleggen.
Net als veel andere egelsoorten rolt ook de witbuikegel zich op bij gevaar, waardoor de stekels rechtop staan en alle kanten op wijzen. De belangrijkste natuurlijke vijand is de Verreaux' oehoe (Bubo lacteus) en andere soorten oehoes. In het wild wordt een witbuikegel zo'n drie jaar oud, in gevangenschap kan hij acht tot tien jaar oud worden.
Net als de West-Europese egel maakt de witbuikegel soms grote hoeveelheden speeksel aan, welke hij over zijn rug uitspreidt. De functie van dit gedrag is vooralsnog onbekend.
In Oost-Afrika plant de witbuikegel zich het gehele jaar door voort. Na een draagtijd van 34 tot 37 dagen worden twee tot vier jongen geboren. De jongen zijn blind en naakt met zachte, witte stekels.
Tegenwoordig wordt de soort veelvuldig legaal verkocht als huisdier, voornamelijk in de Verenigde Staten, waar de soort meestal wordt verkocht als de African pygmy hedgehog, de "Afrikaanse dwergegel". Aangezien de invoer van egels verboden is, komen de meeste dieren van fokkers. In België staat de witbuikegel niet op de lijst van vrij te houden diersoorten.